# Liga Premier Nacional de Jamaica
La Jamaican National Premier League (llamada Red Stripe Premier League por motivos de patrocinio) es la Liga de Primera División de Jamaica, se disputa desde 1974 y es organizada por la Federación de Fútbol de Jamaica.

## Formato
En el torneo participarán 12 equipos los cuales jugarán entre sí mediante el sistema todos contra todos tres veces totalizando 33 partidos cada uno. Al término de las 33 jornadas, los seis primeros clasificados pasarán a jugar los play-offs donde el club campeón y el subcampeón, de cumplir con los requisitos establecidos, podrán participar en el Campeonato de Clubes de la CFU.
Los últimos 2 equipos descienden de manera directa a sus ligas regionales respectivas, mientras que los lugares 10 y 9 se disputan un playoff contra equipos de la división inferior para conservar la categoría.
Desde la temporada 2012/13, el campeón y el subcampeón clasifican al Campeonato de Clubes de la CFU.

## Equipos de la Temporada 2022-23
| Equipo                | Ciudad          | Estadio                          | Aforo  |
| --------------------- | --------------- | -------------------------------- | ------ |
| Arnett Gardens FC     | Kingston        | Anthony Spaulding Sports Complex | 2,200  |
| Cavalier SC           | Kingston        | Stadium East                     | 3,000  |
| Dunbeholden FC        | Spanish Town    | Prison Oval                      | 2,000  |
| Harbour View FC       | Kingston        | Harbour View Stadium             | 7,000  |
| Humble Lions FC       | May Pen         | Effortville Community Centre     | 3,000  |
| Molynes United FC     | Kingston        | Independence Park                | 35,000 |
| Montego Bay United FC | Montego Bay     | Jarrett Park                     | 4,000  |
| Mount Pleasant FA     | Saint Ann's Bay | Drax Hall Sports Complex         | 2,000  |
| Portmore United FC    | Spanish Town    | Prison Oval                      | 2,000  |
| Tivoli Gardens FC     | Kingston        | Edward Seaga Sports Complex      | 5,000  |
| Vere United FC        | Hayes           | Wembley Centre of Excellence     | 1,000  |
| Waterhouse FC         | Kingston        | Drewsland Stadium                | 2,500  |

## Campeones
| Temporada | Campeón                                     | Subcampeón                                  | Máximo goleador                                                                                              |
| --------- | ------------------------------------------- | ------------------------------------------- | --- |
| 1973-74   | Santos FC                                   | Boys' Town FC                               | Bandera de ?                                                                                                 |
| 1974-75   | Santos FC                                   | Boys' Town FC                               | Bandera de ?                                                                                                 |
| 1975-76   | Santos FC                                   | Cavalier SC                                 | Bandera de ?                                                                                                 |
| 1976-77   | Santos FC                                   | Cavalier SC                                 | Bandera de ?                                                                                                 |
| 1977-78   | Arnett Gardens FC                           | Harbour View FC                             | Bandera de ?                                                                                                 |
| 1978-79   | No finalizó                                 | No finalizó                                 | No finalizó                                                                                                  |
| 1979-80   | Santos FC                                   | Cavalier SC                                 | Bandera de ?                                                                                                 |
| 1980-81   | Cavalier SC                                 | Thunderbolts FC                             | Bandera de ?                                                                                                 |
| 1981-82   | No se disputó                               | No se disputó                               | No se disputó                                                                                                |
| 1982-83   | Tivoli Gardens FC                           | Santos FC                                   | Bandera de ?                                                                                                 |
| 1983-84   | Boys' Town FC                               | Tivoli Gardens FC                           | Bandera de ?                                                                                                 |
| 1984-85   | Jamaica Defence Force                       | Seba United FC                              | Bandera de ?                                                                                                 |
| 1985-86   | Boys' Town FC                               | Harbour View FC                             | Bandera de ?                                                                                                 |
| 1986-87   | Seba United FC                              | Boys' Town FC                               | Bandera de ?                                                                                                 |
| 1987-88   | Wadadah FC                                  | Reno FC                                     | Bandera de ?                                                                                                 |
| 1988-89   | Boys' Town FC                               | Seba United FC                              | Bandera de ?                                                                                                 |
| 1989-90   | Reno FC                                     | Black Lions FC                              | Bandera de ?                                                                                                 |
| 1990-91   | Reno FC                                     | Arnett Gardens FC                           | Bandera de ?                                                                                                 |
| 1991-92   | Wadadah FC                                  | Reno FC                                     | Bandera de ?                                                                                                 |
| 1992-93   | Hazard United                               | Arnett Gardens FC                           | Bandera de ?                                                                                                 |
| 1993-94   | Violet Kickers FC                           | Seba United FC                              | Bandera de ?                                                                                                 |
| 1994-95   | Reno FC                                     | Constant Spring FC                          | Bandera de ?                                                                                                 |
| 1995-96   | Violet Kickers FC                           | Reno FC                                     | Bandera de ?                                                                                                 |
| 1996-97   | Seba United FC                              | Arnett Gardens FC                           | Bandera de ?                                                                                                 |
| 1997-98   | Waterhouse FC                               | Seba United FC                              | Bandera de ?                                                                                                 |
| 1998-99   | Tivoli Gardens FC                           | Harbour View FC                             | Bandera de ?                                                                                                 |
| 1999-00   | Harbour View FC                             | Waterhouse FC                               | Bandera de ?                                                                                                 |
| 2000-01   | Arnett Gardens FC                           | Waterhouse FC                               | Bandera de ?                                                                                                 |
| 2001-02   | Arnett Gardens FC                           | Hazard United                               | Bandera de ?                                                                                                 |
| 2002-03   | Hazard United                               | Arnett Gardens FC                           | Roen Nelson (Hazard United), 19                                                                              |
| 2003-04   | Tivoli Gardens FC                           | Harbour View FC                             | Fabian Taylor (Harbour View FC), 19                                                                          |
| 2004-05   | Portmore United FC                          | Tivoli Gardens FC                           | Bandera de ?                                                                                                 |
| 2005-06   | Waterhouse FC                               | Harbour View FC                             | Bandera de ?                                                                                                 |
| 2006-07   | Harbour View FC                             | Portmore United FC                          | Irvino English (Waterhouse FC), 18                                                                           |
| 2007-08   | Portmore United FC                          | Tivoli Gardens FC                           | Roen Nelson (Portmore United FC), 16                                                                         |
| 2008-09   | Tivoli Gardens FC                           | Portmore United FC                          | Devon Hodges (Rivoli United FC), 25                                                                          |
| 2009-10   | Harbour View FC                             | Tivoli Gardens FC                           | Devon Hodges (Rivoli United FC), 18                                                                          |
| 2010-11   | Tivoli Gardens FC                           | Boys' Town FC                               | Kirk Ramsey (Arnett Gardens FC), 17                                                                          |
| 2011-12   | Portmore United FC                          | Boys' Town FC                               | Jermaine Anderson (Waterhouse FC), 13                                                                        |
| 2012-13   | Harbour View FC                             | Waterhouse FC                               | Jermaine Anderson (Waterhouse FC), 21                                                                        |
| 2013-14   | Montego Bay United FC                       | Waterhouse FC                               | Brian Brown (Harbour View FC), 19                                                                            |
| 2014-15   | Arnett Gardens FC                           | Montego Bay United FC                       | Craig Foster (Reno FC), 20                                                                                   |
| 2015-16   | Montego Bay United FC                       | Portmore United FC                          | Dino Williams (Montego Bay United FC), 16                                                                    |
| 2016-17   | Arnett Gardens FC                           | Portmore United FC                          | Jermaine Johnson (Tivoli Gardens FC), 16                                                                     |
| 2017-18   | Portmore United FC                          | Waterhouse FC                               | Craig Foster (Humble Lions FC), 17                                                                           |
| 2018-19   | Portmore United FC                          | Waterhouse FC                               | Tremaine Stewart (Waterhouse FC) Fabian Reid (Arnett Gardens FC), 11                                         |
| 2019-20   | Cancelado debido a la pandemia del COVID-19 | Cancelado debido a la pandemia del COVID-19 | Cancelado debido a la pandemia del COVID-19                                                                  |
| 2021      | Cavalier SC                                 | Waterhouse FC                               | Shaquille Bradford (Waterhouse FC) Jourdaine Fletcher (Mount Pleasant FA) Oquassa Chong (Harbour View FC), 6 |
| 2022      | Harbour View FC                             | Dunbeholden FC                              | Atapharoy Bygrave (Dunbeholden FC), 11                                                                       |
| 2022-23   | Mount Pleasant FA                           | Cavalier SC                                 | Collin Anderson (Cavalier SC), 20                                                                            |
| 2023-24   | Cavalier SC                                 | Mount Pleasant FA                           | Javane Bryan (Waterhouse FC), 17                                                                             |
| 2024-25   | Cavalier SC                                 | Mount Pleasant FA                           | Warner Brown (Arnett Gardens FC), 22                                                                         |

## Títulos por club
| Club                       | Ciudad           | Campeón | 2° | Años Campeón                             |
| -------------------------- | ---------------- | ------- | -- | ---------------------------------------- |
| Portmore United FC (*)     | Portmore         | 7       | 5  | 1993, 2003, 2005, 2008, 2012, 2018, 2019 |
| Harbour View FC            | Kingston         | 5       | 5  | 2000, 2007, 2010, 2013, 2022             |
| Tivoli Gardens FC          | Kingston         | 5       | 4  | 1983, 1999, 2004, 2009, 2011             |
| Arnett Gardens FC          | Kingston         | 5       | 4  | 1978, 2001, 2002, 2015, 2017             |
| Santos Kingston            | Kingston         | 5       | 1  | 1974, 1975, 1976, 1977, 1980             |
| Montego Bay United FC (**) | Montego Bay      | 4       | 5  | 1987, 1997, 2014, 2016                   |
| Cavalier SC                | Kingston         | 4       | 4  | 1981, 2021, 2024, 2025                   |
| Boys' Town FC              | Kingston         | 3       | 5  | 1984, 1986, 1989                         |
| Reno FC                    | Savannah del Mar | 3       | 3  | 1990, 1991, 1995                         |
| Waterhouse FC              | Kingston         | 2       | 7  | 1998, 2006                               |
| Violet Kickers FC          | Montego Bay      | 2       | -  | 1994, 1996                               |
| Wadadah FC                 | Montego Bay      | 2       | -  | 1988, 1992                               |
| Mount Pleasant FA          | Saint Ann's Bay  | 1       | 2  | 2023                                     |
| Jamaica Defence Force      | Kingston         | 1       | -  | 1985                                     |
| Black Lions FC             | Spanish Town     | -       | 1  | ---                                      |
| Constant Spring FC         | Constant Spring  | -       | 1  | ---                                      |
| Thunderbolts FC            |                  | -       | 1  | ---                                      |
| Dunbeholden FC             | Spanish Town     | -       | 1  | ---                                      |

- (*) Incluye títulos conseguidos como Hazard United.
- (**) Incluye títulos conseguidos como Seba United.

## Clasificación histórica
A continuación, se muestra la tabla histórica de la Liga Premier Nacional de Jamaica desde el profesionalismo en la temporada 2001-02 hasta la terminada temporada 2024-25.
Nota : No cuenta los puntos de la fase playoffs eliminatorios.
| Pos. | Equipos                  | PJ  | G   | E   | P   | GF   | GC  | Dif. | Pts. |
| ---- | ------------------------ | --- | --- | --- | --- | ---- | --- | ---- | ---- |
| 1    | Portmore United FC       | 734 | 340 | 227 | 167 | 926  | 564 | +361 | 1253 |
| 2    | Waterhouse FC            | 769 | 344 | 225 | 220 | 993  | 723 | +270 | 1233 |
| 3    | Harbour View FC          | 769 | 329 | 226 | 214 | 1014 | 749 | +265 | 1221 |
| 4    | Tivoli Gardens FC        | 769 | 337 | 203 | 229 | 1070 | 797 | +273 | 1218 |
| 5    | Arnett Gardens FC        | 768 | 321 | 223 | 224 | 1044 | 825 | +219 | 1192 |
| 6    | Montego Bay United FC    | 554 | 190 | 162 | 202 | 644  | 657 | -13  | 730  |
| 7    | Humble Lions FC          | 501 | 167 | 160 | 184 | 522  | 521 | +1   | 661  |
| 8    | Boys' Town FC            | 459 | 159 | 139 | 161 | 494  | 537 | -43  | 616  |
| 9    | Reno FC                  | 506 | 123 | 169 | 214 | 500  | 653 | -153 | 538  |
| 10   | Cavalier SC              | 355 | 145 | 99  | 111 | 436  | 353 | +83  | 534  |
| 11   | Village United FC        | 381 | 127 | 118 | 136 | 421  | 427 | -6   | 499  |
| 12   | Mount Pleasant FA        | 185 | 109 | 43  | 33  | 305  | 131 | +174 | 370  |
| 13   | Rivoli United FC         | 305 | 85  | 92  | 128 | 305  | 366 | -61  | 338  |
| 14   | Sporting Central Academy | 294 | 79  | 96  | 119 | 288  | 349 | -61  | 331  |
| 15   | Dunbeholden FC           | 185 | 69  | 44  | 74  | 222  | 241 | -19  | 249  |
| 16   | UWI FC                   | 161 | 58  | 46  | 57  | 180  | 188 | -8   | 220  |
| 17   | St. George's SC          | 152 | 47  | 42  | 63  | 134  | 168 | -34  | 183  |
| 18   | Constant Spring FC       | 158 | 35  | 57  | 66  | 151  | 224 | -73  | 165  |
| 19   | Vere United FC           | 185 | 35  | 49  | 101 | 143  | 272 | -129 | 164  |
| 20   | August Town FC           | 142 | 35  | 40  | 67  | 125  | 198 | -73  | 145  |
| 21   | Wadadah FC               | 158 | 33  | 41  | 84  | 167  | 323 | -156 | 140  |
| 22   | Molynes United FC        | 152 | 35  | 34  | 83  | 167  | 286 | -119 | 139  |
| 23   | Highgate United FC       | 76  | 21  | 21  | 34  | 69   | 93  | -24  | 84   |
| 24   | Racing United FC         | 39  | 13  | 12  | 14  | 43   | 50  | -7   | 51   |
| 25   | Chapelton Maroons FC     | 65  | 12  | 16  | 37  | 50   | 121 | -71  | 46   |
| 26   | Invaders United FC       | 65  | 8   | 20  | 37  | 52   | 134 | -82  | 44   |
| 27   | Lime Hall Academy FC     | 64  | 11  | 11  | 42  | 48   | 146 | -98  | 44   |
| 28   | Meadhaven United FC      | 38  | 9   | 12  | 17  | 36   | 53  | -17  | 39   |
| 29   | Maverley Hughenden FC    | 33  | 7   | 14  | 12  | 26   | 34  | -8   | 35   |
| 30   | Savannah SC              | 38  | 6   | 8   | 24  | 24   | 74  | -50  | 26   |
| 31   | Barbican FC              | 33  | 5   | 10  | 18  | 26   | 61  | -35  | 25   |
| 32   | Sandals South Coast FC   | 33  | 5   | 7   | 21  | 25   | 60  | -35  | 22   |
| 33   | Arlington FC             | 33  | 5   | 7   | 21  | 23   | 65  | -42  | 22   |
| 34   | Naggo Head FC            | 33  | 5   | 6   | 22  | 26   | 65  | -39  | 21   |
| 35   | Bull Bay FC              | 32  | 4   | 9   | 19  | 19   | 57  | -38  | 19   |
| 36   | Star Cosmos FC           | 32  | 3   | 7   | 22  | 22   | 66  | -44  | 16   |
| 37   | Faulkland FC             | 26  | 1   | 10  | 15  | 23   | 55  | -32  | 13   |
| 38   | Treasure Beach FC        | 26  | 3   | 4   | 19  | 17   | 52  | -35  | 13   |
| 39   | Duhaney Park FC          | 28  | 2   | 3   | 23  | 13   | 59  | -46  | 9    |

1. ↑  Incluye resultados como Benfica FC.

## Jugadores destacados
Incluye seleccionados nacionales, campeones de liga y copas internacionales
| Año   | Jugador           |
| ----- | ----------------- |
| 1960s | Sydney Bartlett   |
| 1960s | Allan Cole        |
| 1960s | Delroy Scott      |
| 1970s | Trevor Harris     |
| 1970s | Carl Brown        |
| 1970s | Paul Davis        |
| 1970s | Winston Buddle    |
| 1970s | Winston Anglin    |
| 1970s | Lorne Donaldson   |
| 1980s | Russell Latapy    |
| 1980s | Hubert Groves     |
| 1980s | Altimont Butler   |
| 1980s | Ricardo Gardner   |
| 1990s | Andy Williams     |
| 1990s | Theodore Whitmore |
| 1990s | Ian Goodison      |
| 1990s | Peter Cargill     |
| 1990s | Walter Boyd       |
| 1990s | Onandi Lowe       |
| 1990s | Horace Pitt       |
| 1990s | Paul Davis        |
| 1990s | Stephen Malcolm   |
| 1990s | Gregory Messam    |
| 1990s | Warren Barrett    |
| 1990s | Hector Wright     |
| 1990s | Paul Young        |
| 1990s | Anthony Corbett   |
| 1990s | Aaron Lawrence    |
| 1990s | Anthony Barnes    |
| 2000s | Ricardo Fuller    |
| 2000s | Jermaine Johnson  |
| 2000s | Luton Shelton     |
| 2000s | Claude Davis      |
| 2000s | Damion Stewart    |
| 2000s | Rudolph Austin    |
| 2000s | Chris Dawes       |
| 2000s | Sean Fraser       |
| 2000s | Omar Daley        |
| 2000s | Donovan Ricketts  |
| 2000s | Fabian Taylor     |
| 2000s | Jason Morrison    |
| 2000s | Shavar Thomas     |
| 2000s | Oneil Thompson    |
| 2000s | Demar Phillips    |
| 2000s | Walter Boyd       |
| 2010s | Lovel Palmer      |
| 2010s | Jermaine Taylor   |
| 2010s | O'Brian Woodbine  |
| 2010s | Jevaughn Watson   |
| 2010s | Jermaine Anderson |
| 2010s | Keammar Daley     |